# Отаматон
Отаматон — синтезатор, созданный японской арт-группой Maywa Denki и компанией по производству игрушек CUBE. Музыкальный инструмент имеет форму музыкальной ноты с лицом.

## Использование
Чаще всего отаматон используют для создания музыкальных ремиксов и пародий на песни.

## Звук
Звук отаматона — условная смесь волынки, синтезатора и терменвокса. Стоит отметить, что в руках неопытного музыканта отаматон издаёт странные звуки, похожие на сжатие резины.

## История
Сакаити Тоса в 1986 основал компанию Maywa Denki Ltd, в городе Ако. Изначально компания производила электронные лампы, что заинтересовало работников города, вскоре Maywa Denki превратилась в компанию малого производства с более чем 100 сотрудниками, на пике своего развития.
Maywa Denki была вынуждена закрыть свою деятельность в 1979 году. Из-за финансовых трудностей под влиянием «Нефтяного шока»
В 1993 году сыновья Сакаити, Масамити и Нобумити, возобновили деятельность компании Maywa Denki, полностью переработав её профиль, сформировав художественную единицу компании и создали лозунг компании: «Делай, чтобы побеждать. Бери, чтобы побеждать».
Следуя своему лозунгу, сыновья изобрели и различные продукты, в том числе серию музыкальных инструментов, в числе которых вскоре появится отаматон.
Объединившись с компанией по производству игрушек CUBE в 2009 году появился Отамамон, в том же году они были запущены в производство. Из-за своей оригинальности и необычности отаматон стал популярен в Японии а затем в других странах мира.
На данный момент, на отаматоне играют разные мелодии, делают ремиксы, создаются целые музыкальные группы, играющие на отаматоне.

## Награды
В 2010 году отаматон получил звание "Игрушка Года". в рамках премии Japanese Toy Awards.